# Nova Iguaçu de Goiás
Nova Iguaçu de Goiás es un municipio brasilero del estado de Goiás.